# ФК Тренчин
ФК Тренчин је словачки фудбалски клуб из Тренчина. Клуб се тренутно такмичи у Суперлиги Словачке.

## Највећи успеси
- Суперлига Словачке
  - Првак (2) : 2014/15, 2015/16.
  - Другопласирани (1) : 2013/14.
- Куп Словачке
  - Освајач (3) : 1978[1], 2014/15, 2015/16.
- Прва лига Словачке
  - Првак (1) : 2010/11.
  - Другопласирани (3) : 1997, 2008/09, 2009/10.
- Првенство Чехословачке
  - Другопласирани (1) : 1962/63.[1]
  - Трећепласирани (1) : 1967/68.[1]
- Митропа куп
  - Другопласирани (1) : 1966.[1]

## Тренчин у европским такмичењима
| Сезона   | Такмичење     | Коло        | Држ.     | Клуб      | Кући | Гост | Укупно |
| -------- | ------------- | ----------- | -------- | --------- | ---- | ---- | ------ |
| 2013/14. | Лига Европе   | 1. коло кв. | Шведска  | Гетеборг  | 2:1  | 0:0  | 2:1    |
|          |               | 3. коло кв. | Румунија | Астра     | 1:3  | 2:2  | 3:5    |
| 2014/15. | Лига Европе   | 2. коло кв. | Србија   | Војводина | 4:0  | 0:3  | 4:3    |
|          |               | 3. коло кв. | Енглеска | Хал       | 0:0  | 1:2  | 1:2    |
| 2015/16. | Лига шампиона | 2. коло кв. | Румунија | Стеауа    | 0:2  | 3:2  | 3:4    |